# تکنولوژی مرمت معماری
تکنولوژی مرمت معماری کتابی از محمدمنصور فلامکی است که در سال ۱۳۸۷ منتشر و در مراسم کتاب سال جمهوری اسلامی ایران به‌عنوان کتاب برگزیده معرفی شد.